# Ancretiéville-Saint-Victor
Ancretiéville-Saint-Victor är en kommun i departementet Seine-Maritime i regionen Normandie i norra Frankrike. Kommunen ligger i kantonen Yerville som tillhör arrondissementet Rouen. År 2022 hade Ancretiéville-Saint-Victor 374 invånare.

## Befolkningsutveckling
Antalet invånare i kommunen Ancretiéville-Saint-Victor
| Referens: INSEE |